# Echinocereus papillosus
Echinocereus papillosus (alicoche cardoncillo) es una especie de alicoche de la familia Cactaceae que se distribuye en Tamaulipas en México y en Texas en Estados Unidos. La palabra papillosus hace referencia a sus costillas tuberculadas.

## Descripción
Crece de forma ramificada formando agrupaciones de hasta 1 m de ancho. Los tallos son erectos cilíndricos, de color pardo verdoso. Tienen de 6 a 10 costillas prominentes, similares a tubérculos. Posee solamente una espina central de color grisáceo de 15 mm de largo. Tiene de 7 a 11 espinas radiales, divergentes de la espina centrar de color blancuzco, mi de 10 a 15 mm de largo. La flor crece en los laterales del tallo, es funeliforme de color amarillo brillante, mide de 6 a 9 cm de largo y de 8 a 12 cm de ancho. El fruto que produce es globoso.

## Distribución y hábitat
Se distribuye en el sur de Texas en Estados Unidos y en locaciones del norte de Tamaulipas en México. Habita en pastizales y en matorrales xerófilos, creciendo sobre suelos arenosos y calizos a elevaciones de 250 a 750 m s. n. m.

## Estado de conservación
El área de distribución de la especie no es tan amplio, sin embargo, no se tiene conocimiento de amenazas a su estado de conservación o hábitat. Varias de sus poblaciones se encuentran dentro de propiedades privadas y por lo tanto están protegidas de cualquier tipo de disturbio.